# Vitor Roque
Vitor Hugo Roque Ferreira, född 28 februari 2005, mest känd som Vitor Roque, är en brasiliansk fotbollsspelare som spelar som forward för Palmeiras och Brasiliens landslag.

## Karriär
Den 12 juli 2023 värvades Roque av La Liga-klubben Barcelona, där han skrev på ett kontrakt fram till sommaren 2031. Roque spelade dock kvar i Athletico Paranaense resten av året och anslöt till Barcelona i januari 2024.
Den 28 februari 2025 värvades Roque av Palmeiras.